# Valentīns Lobaņovs
Valentīns Lobaņovs (ur. 23 października 1971 w Rydze) – łotewski piłkarz grający na pozycji defensywnego pomocnika.

## Kariera klubowa
Lobaņovs pochodzi z Rygi. Karierę piłkarską rozpoczął w najbardziej utytułowanym klubie w kraju, Skonto Ryga. W 1992 roku zadebiutował w jego barwach w pierwszej lidze łotewskiej i już w swoim pierwszym sezonie wywalczył tytuł mistrza Łotwy. Zdobył też swój pierwszy w karierze Puchar Łotwy. W latach 1993–1996 Łotysz jeszcze czterokrotnie z rzędu zostawał mistrzem kraju, a w 1995 roku zdobył kolejny krajowy puchar.
W 1997 roku Valentīns wyjechał do Rosji i został zawodnikiem Metalurga Lipieck. Przez jeden sezon występował w Pierwszej Dywizji i zajął 2. miejsce, jednak nie awansował do Premier Ligi. W 1998 roku wrócił na rok do Skonto i sięgnął po kolejny tytuł mistrzowski oraz łotewski puchar. W 1999 roku występował w rosyjskim Szynniku Jarosław, z którym spadł z Premier Ligi do Pierwszej Dywizji. Lata 2000–2001 Lobaņovs ponownie spędził w Skonto i dwa razy wygrywał z tym klubem Virsligę. W 2002 roku odszedł z zespołu i znów występował w rosyjskiej Pierwszej Dywizji, w drużynie Metalurga Krasnojarsk, z którym przeżył degradację do Drugiej Dywizji.
W 2003 roku Lobaņovs znów wrócił do Skonto i ostatni raz został z nim mistrzem kraju. W zimowym oknie transferowym wyjechał na Ukrainę i do końca sezonu 2004 roku reprezentował barwy tamtejszego Metałurha Zaporoże. W 2005 roku przeszedł do Venty Kuldiga, ale już po pół roku odszedł z zespołu, który przeżywał kłopoty finansowe. Jego ostatnim klubem w karierze była FK Jūrmala, w której grał do końca 2007 roku.

## Kariera reprezentacyjna
W reprezentacji Łotwy Lobaņovs zadebiutował w 7 września 1994 roku w przegranym 0:3 meczu eliminacji Euro 96 z Irlandią. W 2004 roku został powołany przez Aleksandrsa Starkovsa do kadry na Euro 2004. Tam zagrał we wszystkich trzech spotkaniach: przegranych 1:2 z Czechami i 0:3 z Holandią oraz zremisowanym 0:0 z Niemcami. Karierę reprezentacyjną zakończył w 2005 roku. W kadrze narodowej rozegrał 58 spotkań i zdobył 1 gola.